# Ornowo (województwo warmińsko-mazurskie)
Ornowo (niem. Arnau) – wieś w Polsce położona w województwie warmińsko-mazurskim, w powiecie ostródzkim, w gminie Ostróda. W latach 1975–1998 miejscowość administracyjnie należała do województwa olsztyńskiego.
Niemiecka nazwa Arnau pochodzi prawdopodobnie od staropruskiego imienia Arno lub Arne.

## Historia
Pierwsza wzmianka o wsi pochodzi z 1329 roku, kiedy to znalazła się ona wśród ziem nadanych na prawie chełmińskim braciom Glabune i Glausote przez komtura dzierzgońskiego Lutra z Brunszwiku. W okresie między 1374-1379 komtur Bernard von Mansfeld nadał niejakiemu Jakubowi 60 włók na założenie wsi Ornowo (wynika z tego że wcześniejsza lokacja sprzed pół wieku była nieskuteczna lub, że wieś uległa zniszczeniu). W 1397 r. miejscowość została wykupiona przez komtura ostródzkiego Jahanna von Schönfelda od Zandesa Erasmusa (razem z dworem Morliny i innymi dobrami) i stała się wsią czynszową. W Ornowie była kaplica, a od XIV w. istniał kościół który był fila parafii w Ostródzie. W XV w. Arnau ucierpiało w wyniku wojen polsko-krzyżackich. W 1540 r. we wsi był sołtys i 13 chłopów czynszowych. W 1579 r. we wsi było 16 chłopów, uprawiających po dwie włóki (chłopi nosili polskie nazwiska, poza jednym - Paulem Lange). Osobne włóki należały do sołtysa oraz parafii. W latach 1580–1654 właścicielem wsi był marszałek elektora Ahasverus Brandt. Wieś otrzymał za zasługi wojenne ojca oraz własne. 
W XVII w. Arnau ucierpiało w wyniku wojen polsko-szwedzkich. Po wojnie 26 włók chłopskich leżało odłogiem (uciekli do Polski lub schronili się w okolicznych lasach). W 1636 r. we wsi było 9 wolnych chłopów a 16 gospodarstw było jeszcze nie obsadzonych. Do połowy XVII na południowych ziemiach Prus Książęcych postępował proces polonizacji, w efekcie którego (m.in. w Arnau) pojawiało się coraz więcej osób mówiących po polsku i posiadających polsko brzmiące nazwiska. Po pokoju oliwskim w 1660 r. wpływy polonizacji zaczęły słabnąć, chociaż jeszcze w XVIII w. na terenach na południe od Ostródy mówiło się głównie po polsku. W 1626 r. (po wojnie polsko-szwedzkiej) odbudowano kościół. Na początku XVIII w. wieś obejmowała 60 włók, z których 18 uprawiało 9 chłopów czynszowych, 30 włók nie było uprawianych. W 1721 r. 4 włoki kościelne były wydzierżawione przez Chrystiana Dągowskiego i Floriana Sątopskiego. W 1740 rząd pruski sprowadził do wsi kolonistów niemieckich. W tym czasie nauczycielem i katechetą był niejaki Pauli. Przygotował on do zawodu nauczycielskiego zubożałego sukiennika H. Klecza. W 1765 r. nauczycielem był Florian Sątopski - założyciel i budowniczy owej szkoły. W 1776 r. w Ornowie mieszkało 10. chłopów szarwarkowych i 4 kolonistów niemieckich. 10 włók książęcych leżało odłogiem.
W 1820 r. wieś zamieszkiwały 304 osoby, w 1861 r. 533. W 1883 r. we wsi było 80 domów i 730 mieszkańców. W 1895 r. w Ornowie mieszkało 678 osób.. 
W 1920 roku mieszkańcy Arnau zadecydowali w plebiscycie o pozostawieniu wsi w granicach Prus Wschodnich, za czym głosowało 388 na 390 uprawnionych (dwóch braci, którzy opowiedzieli się za Polską wygnano ze wsi). 
Przed wybuchem II wojny światowej liczba mieszkańców wynosiła 461.

## Zabytki
- Gotycki kościół z kamienia, na froncie trzykondygnacyjna wieża, górna część drewniana, nakryta hełmem ostrosłupowym. Świątynia jednonawowa, bez prezbiterium, nawa kryta stropem, niewielki barokowy ołtarz. Kościół otacza stary cmentarz z nagrobkami z XIX wieku[5].